# マコーミック病院
マコーミック病院（英語:McCormick Hospital、タイ語：โรงพยาบาลแมคคอร์มิค เชียงใหม่）は、タイ東北部チエンマイ県ムアンチエンマイ郡にある私立総合病院の一つである。

## 概略
マコーミック病院はタイ国キリスト教団の監督する私立総合病院である。ベッド数400床、ICU（集中治療室）、CCU（冠状動脈疾患集中治療室）を備える。小児科医、産科医も常勤でいる。CT、MRIがあり、血液透析も可能。救急車を保有し、救急救命治療が可能。

## 歴史
1888年アメリカ合衆国長老派宣教団によって8床の病院としてピン川西岸に創設された（現在のタイ赤十字社の敷地）。1920年に宣教団のコート医学博士（E.C. Cort）が現在の病院敷地に新しい病院を建設し、「マコーミック病院」と命名。この名前は建設資金の寄贈者であるサイラス・マコーミック婦人（Cyrus McCormick）を顕彰して名づけられた。1929年には、マヒタラーティベートアドゥンラヤデートウィクロム＝プラボーロムラーチャチャノック太上王(ラーマ9世の父)が勤務した。1949年に、米国長老派宣教団は病院経営をタイ国キリスト教団所属財団に委託した。それ以降タイ人による経営が行われることになった。現在なお私立総合病院として、医療活動を行っている。

## 系列クリニック
マコーミック病院は北タイ4箇所に系列クリニックを所有している。
- ラムプーン県ムアンラムプーン郡
- チェンマイ県チョームトーン郡
- チェンマイ県メーテーン郡
- チェンマイ県サーラピー郡

## 国際対応
ほとんどの医師は英語が可能であるが、日本語通訳はいない。